# Ibo netProject
ibo netProject ist eine webbasierte Projektmanagement-Software zur Planung und Umsetzung von Einzelprojekten sowie zur übergreifenden Steuerung von Projekten im Sinne eines Multiprojektmanagements.

## Einsatzbereiche und Nutzung
In ibo netProject wird der gesamte Projektmanagement-Prozess ohne technische Medienbrüche unterstützt. Dabei können sowohl einzelne Vorhaben von der Initiierung über die Planung und Durchführung bis zur Auswertung als auch mehrere Einzelprojekte im Kontext des gesamten Projekt-Portfolios abgebildet werden. Geplant werden kann agil, hybrid oder klassisch.
Die Software ist in einem Standard-Web-Browser lauffähig und somit ohne Installation auch von externen Projektbeteiligten ortsunabhängig nutzbar. Zudem ist eine Nutzung der Web-Applikation nicht nur auf einem PC oder Laptop möglich, sondern auch auf allen mobilen Endgeräten.
ibo netProject kann ausgehend von den jeweiligen Unternehmensrichtlinien entweder im eigenen Rechenzentrum (on premises) oder in der ibo Cloud (SaaS) betrieben werden.

## Rollen und Berechtigungen
ibo netProject ist für alle unterschiedlichen Bedarfsgruppen innerhalb eines Unternehmens geeignet. Über die individuelle Vergabe von Berechtigungen für Projektmitarbeiter, Projektleiter, Multiprojekt-Manager, Projektcontroller, Revisoren, die Geschäftsleitung und den Lenkungsausschuss können projektspezifische Rollen definiert, übergreifende Kompetenzen vergeben und Möglichkeiten der Mitarbeit abgegrenzt werden. Die Anwender können entsprechend nur die Inhalte sehen und bearbeiten, die über das Berechtigungskonzept für sie freigegeben wurden.

## Basisfunktionalitäten und spezielle Features

### Multiprojektinitiative
Die Multiprojektinitiative in ibo netProject ermöglicht ein unternehmensweit einheitliches Vorgehen im Hinblick auf die Beantragung und Genehmigung von Projekten. Von der Idee über den Antrag bis zum endgültigen Projektauftrag können alle relevanten Instanzen wie Ideengeber, Stellungnehmer, Beauftragte oder Ressourcengenehmiger in einen mehrstufigen Entstehungsprozess eingebunden werden. Ein auf die jeweiligen Belange individuell zugeschnittener Genehmigungs-Workflows garantiert die Einhaltung von Dienstwegen und Kompetenzkaskaden. Der Bearbeitungsstatus ist für alle Beteiligten zu jeder Zeit überschaubar.
Ergebnis des softwaregestützten Initiativprozesses ist ein einheitlich aufgebautes Dokument, in dem alle wichtigen Informationen zum Projekt sowie eine Grobplanung der Ressourcen, Kosten, Risiken und Termine hinterlegt sind. Aus der abschließenden Genehmigung dieses Dokumentes resultiert der eigentliche Projektauftrag. Änderungen am Dokument werden revisionssicher über eine Historisierung festgehalten und sind somit zu jeder Zeit nachvollziehbar.
Ergänzend kann mit dem Initiativen-Webservice, einem individuell gestalteten Web-Formular, ein unternehmensweites Projekt-Vorschlagswesen aufgebaut werden. Alle Informationen werden dabei von Anfang an ohne Medienbrüche übermittelt. Die gewonnenen Themen werden gemäß der eigens definierten Richtlinien in den Initiativprozess überführt und von ibo netProject weiterverarbeitet.
Nach der Genehmigung stehen die Projekte im Multiprojektmanagement zur Verfügung.

### Multiprojektmanagement
Das Multiprojektmanagement in ibo netProject ermöglicht eine projektübergreifende Steuerung des gesamten Projektportfolios eines Unternehmens. Hier werden Vorhaben anhand von selbst definierten Prüfkriterien priorisiert, im Rahmen eines Ressourcen-Controllings freie Kapazitäten potenzieller Projekt-Mitglieder ermittelt, Projekte angelegt und Einsatzzeiten geplant.
Zudem lassen sich im Rahmen des Customizings Textfelder, Attribute und Überschriften festlegen, Vorlagen für standardisierte Formulare, Protokolle und Berichte designen sowie Kostenkategorien oder Fehlzeittypen definieren.
Im Multiprojektmanagement werden zudem die projektbezogenen Rollen und Zugriffsrechte festgelegt sowie Statusberichte von den Projektleitern angefordert.

### Einzelprojektmanagement
ibo netProject stellt die komplette Infrastruktur zur Durchführung eines Projektes zur Verfügung.

#### Projekt-Homepage
Auf einer individuell zusammengestellten Projekt-Homepage sind Basisinformationen zum Projekt für alle Projektmitglieder auf einen Blick verfügbar. Hier können zum Beispiel die Mitglieder des Projektteams inklusive der entsprechenden Kontaktdaten, der aktuelle Projekt-Status sowie wichtige Informationen zu Zielen und Vorgehensweisen hinterlegt werden. Von hier werden außerdem Arbeitspakete gesteuert und Projekt-Dokumente abgelegt.

#### Projekt-Dashboard
Über ein Projekt-Dashboard werden projektrelevante Kenngrößen wie Termine, der Erledigungsstatus von Aufgaben, die Ressourcenauslastung oder die Entwicklung der Kosten grafisch dargestellt. Auf Basis tagesaktueller Übersichten kann die Projektleitung einen kontinuierlichen Abgleich der Plan- und Ist-Daten durchführen, eventuelle Abweichungen frühzeitig identifizieren und zeitnah notwendige Maßnahmen ergreifen.

#### Risikomanagement
In ibo netProject ist das Management von Risiken in den gesamten Projektmanagement-Prozess integriert – beginnend mit der Beauftragung des Projektes über dessen Durchführung und Steuerung bis hin zum projektübergreifenden Reporting. So können die bereits im Projektauftrag definierten und bewerteten Risiken während des gesamten Projektverlaufs fortwährend validiert werden.
Genutzt werden kann sowohl ein hauseigener Standard-Risikokatalog als auch eine individuell auf das einzelne Projekt zugeschnittene Risiko-Matrix. Jedes Risiko kann anhand der sogenannten Tragweite und der Eintrittswahrscheinlichkeit bewertet werden. Aus dieser Bewertung errechnet ibo netProject die Risikoklasse des jeweiligen Risikos. Berechnet werden können zudem die Höhe finanzieller Rückstellungen oder einzukalkulierende zeitliche Verzögerungen. Ändert sich im Verlauf des Projektes die Einstufung des Risikos, lässt sich daraus eine Tendenz ableiten.
Die grafische Darstellung der Risikodaten in einem Risiko-Portfolio erleichtert das Controlling. Zudem ist die Dokumentation weiterer wichtiger Informationen (Risikoindikatoren, Ursachen, Präventivmaßnahmen, Eventualmaßnahmen etc.) möglich.

#### Dokumentenverwaltung
ibo netProject ermöglicht die Konfiguration einer einheitlichen Verzeichnisstruktur, die bedarfsorientiert erweitert werden kann. Diese dient der einheitlichen Ablage von Dokumenten in allen Projekten.
In der Dokumentenverwaltung abgelegte Microsoft-Office-Dokumente können direkt im Browser bearbeitet werden. Nach dem Speichern stehen sie den Projektmitgliedern unmittelbar wieder zur Verfügung. Mit der Versendung von Dokumenten per E-Mail als Anhang oder als Link kann das gesamte Projekt-Team direkt über Änderungen informiert werden.

#### Gantt-Diagramm
Bei der zeitlichen Planung von Projekten im Gantt-Diagramm können Aufgaben zu Aufgabenpaketen zusammengefasst, einzelne Aufgaben oder ganze Pakete verschoben, die Dauer von Aufgaben festgelegt sowie Vorgänger-Nachfolger-Beziehungen definiert werden. Ändert sich der Termin einer Aufgabe, werden die Termine der nachfolgenden Aufgaben so automatisch angepasst. Zudem wird die Dauer der Aufgabenpakete automatisch aus den Zeiten der untergeordneten Aufgaben berechnet und angezeigt. Die Definition von Meilensteinen ermöglicht die kontinuierliche Überprüfung von Zwischenzielen und das engmaschige Controlling des Projektfortschritts.
In der Tabelle können Informationen zu Ausführenden und Verantwortlichen hinterlegt werden, ein Detaildialog erlaubt die Ergänzung ausführlicherer Beschreibungen oder die Erfassung von User-Stories.
Das Extras-Menü bietet zudem verschiedene Optionen zur Visualisierung. Durch die Anzeige des kritischen Pfades etwa werden alle Aufgaben rot hervorgehoben, die durch zeitliche Verlängerung das derzeitige Projekt-Ende weiter in die Zukunft verschieben würden. Die Einblendung der sogenannten Baseline verdeutlicht die Verschiebungen zum ursprünglichen Plan.

#### (Agile) Board und Burndown-Chart
Als Instrument aus dem agilen Projektmanagement gewährt das (Agile) Board einen Überblick über alle im Product-Backlog geplanten, in den Sprint-Backlog überführten, derzeit in Bearbeitung befindlichen und erledigten Projektaufgaben. In einem Burndown-Chart lässt sich die Fertigstellung von Aufgaben innerhalb eines Sprint-Zeitraumes grafisch darstellen. So können restliche Aufwände sowie noch offene Aufgaben unmittelbar identifiziert werden.

### Mein netProject
Mein netProject bietet allen Anwendern eine auf sie angepasste Benutzeroberfläche in Form einer persönlichen Homepage und ermöglicht Projektmitgliedern einen schnellen Überblick über alle relevanten Informationen zu ihren Projekten. So lassen sich in einem projektübergreifenden Kanban-Board die Aufgaben aus allen Projekten anzeigen oder in einer personalisierten To-do-Liste von Projekten unabhängige Aufgaben erfassen. Zudem können die anstehenden Berichtstermine angezeigt, Arbeitszeiten erfasst oder Dokumente direkt eingesehen und bearbeitet werden. Über Schnellstart-Kacheln kann beispielsweise auf die Projektverwaltung, Protokolle, Aufgaben oder Projektpläne zugegriffen werden.

### Multiprojekt-Informationssystem
Das Multiprojekt-Informationssystem in ibo netProject stellt den verschiedenen Zielgruppen (Geschäftsleitung, Revision, Multiprojektleiter etc.) anwenderspezifisch aufbereitete Daten bereit und ermöglicht diverse projektübergreifende Auswertungen.
Im Portfolio der Initiativen sind alle eingetragenen Ideen, Anträge und Aufträge einsehbar. Projektlisten bieten einen Überblick über alle laufenden und abgeschlossenen Projekte. Ein Ampelsystem verdeutlicht den aktuellen Status bezüglich der Einhaltung von Terminen, der Höhe der Kosten oder der Auslastung der Ressourcen. Über hinterlegte Berichte bzw. eine entsprechende Status-Historie kann detaillierter Einblick in den Ablauf einzelner Projekte genommen werden. Über ein Project-Scoring können die Anwender die Bewertung von Projekten einsehen.
Innerhalb des Aufgaben-Controllings können Arbeitspakete im Blick behalten, die Erreichung von Meilensteinen kontrolliert oder Aufgaben nach verschiedenen Zuständigkeiten gefiltert werden.
Das Ressourcen-Controlling erlaubt eine Selektion nach Projekten, Personen, Organisationseinheiten und Zeiträumen und bietet sowohl einen Überblick über bereits geleistete und in der Zeiterfassung gebuchte Arbeitszeiten als auch noch verfügbare Kapazitäten.
Innerhalb des Kosten-Controllings können Plan- und Ist-Kosten sowohl auf der Grob- als auch auf der Detailplanungsebene verglichen werden.

## Integration und Schnittstellen
Durch Standard-Schnittstellen, Webservices und eine Web-API (Application Programming Interface) lässt sich ibo netProject einfach in eine bestehende Systemlandschaft integrieren.
Standard-Schnittstellen bestehen unter anderem zu Adobe PDF, MS Excel, Windows Active Directory, Anwendungen zur Urlaubs- und Fehlzeitenverwaltung, zur Finanzverwaltung, zu gängigen Zeiterfassungssystemen sowie zu anderen Softwarelösungen der ibo Software GmbH. Über Web-APIs kann eine Verbindung zu MS Sharepoint sowie gängigen Business-Intelligence- und Management-Informationssystemen hergestellt werden.
Mittels Schnittstelle zu Organisationsprogrammen auch anderer Hersteller (z. B. MindManager, MS Project) kann ein bestehendes Projektvorgehen weitergeführt werden.
Termine aus Projekten können automatisiert in eine Kalender-Software (z. B. in Outlook) übernommen werden. Sobald ein Termin, beispielsweise für die Abgabe eines Statusberichts oder die Erledigung einer Aufgabe, in ibo netProject eingegeben wird, wird dieser auch im Kalender angezeigt.

## Entstehung und Hintergrund
ibo netProject wurde 2003 von der ibo Software GmbH mit Stammsitz in Wettenberg bei Gießen auf den Markt gebracht. Verantwortlich für den Aufbau und die konzeptionelle Entwicklung der Software ist Kai Steinbrecher.
Viele Funktionen, die in der heutigen Version zu finden sind, gehen auf Anregungen der Anwender zurück.